# Сугаки (Ельский район)
Сугаки (бел. Сугакі) — деревня в Засинцевском сельсовете Ельского района Гомельской области Белоруссии.
На юге и западе граничит с лесом.

## География

### Расположение
В 50 км на юго-запад от Ельска, в 32 км от железнодорожной станции Словечно (на линии Калинковичи — Овруч), в 225 км от Гомеля, в 2 км от государственной границы с Украиной.

## Транспортная сеть
Транспортные связи по просёлочной, затем автомобильной дороге Засинцы — Ельск. Застройка деревянная, усадебного типа.

## История
По письменным источникам известна с XIX века как хутор в Мозырском уезде Минской губернии. В 1879 году упоминается как селение Скороднянского церковного прихода. В 1908 году в Скороднянской волости. В 1930 году жители вступили в колхоз, открыта начальная школа. Во время Великой Отечественной войны в июле 1943 года оккупанты сожгли деревню и убили 10 жителей. 22 жителя погибли на фронте. В 1959 году в составе колхоза «1 Мая» (центр — деревня Подгалье), размещался клуб.

## Население

### Численность
- 2004 год — 26 хозяйств, 48 жителей.

### Динамика
- 1897 год — 20 дворов, 166 жителей (согласно переписи).
- 1908 год — 21 двор, 185 жителей.
- 1940 год — 38 дворов.
- 1959 год — 172 жителя (согласно переписи).
- 2004 год — 26 хозяйств, 48 жителей.